# NYSE American
NYSE American - американська фондова біржа, раніше була відома як Американська фондова біржа (AMEX), а віднедавна як NYSE MKT. NYSE American розташована в місті Нью-Йорк. Раніше AMEX була взаємною організацією, що належала її членам. До 1953 року вона була відома як  New York Curb Exchange
NYSE Euronext придбала AMEX 1 жовтня 2008 року. AMEX була інтегрована з європейською біржею Alternext і перейменована в NYSE Alternext U.S.. У березні 2009 року NYSE Alternext U.S. була переіменована на NYSE Amex Equities.  10 травня 2012 року NYSE Amex Equities змінила свою назву на NYSE MKT LLC.
Після схвалення комісією SEC конкуруючої фондової біржі IEX у 2016 році, NYSE MKT змінила назву на NYSE American та запровадила затримку торгів на 350 мікросекунд, що також присутня на IEX .

## Історія
Свій початок бере з початку XX століття, коли нью-йоркські вуличні торговці акціями об'єдналися в асоціацію New York Curb Market Association.
У 1953 отримала теперішню назву. Після обвалу ринку в 1987 біржа зробила жорсткіші правила торгів, піднявши рівень біржової маржі (інструмент гарантійного забезпечення при торгах) та встановила максимально допустимий рівень падіння цін на акції, після якого торги зупиняються. На початку 1990-х років AMEX першою у світі ввела систему електронних торгів з використанням безпровідних терміналів.
У 1998 біржа була куплена NASDAQ, але в 2004 учасники AMEX викупили майданчик та залишаються досі її акціонерами.
Обсяг торгів: $608,091 млрд. (2005 рік).
Лістинг: 814 компаній (2006 рік).
Капіталізація: $82,66 млрд (2006 рік).
Прибуток: $89 млн (2004 рік).
Основний індекс: XAX (Amex Composite) — відбиває стан акцій та депозитарних розписок (ADR) усіх компаній на біржі.